# Södermanlands runinskrifter 252
Södermanlands runinskrifter 252 är en vikingatida runsten av granit i Säby, Ösmo socken och Nynäshamns kommun. Runstenen är 1,17 gånger 1,03 meter stor. Stenen var länge försvunnen men återfanns 1930.

## Inskriften
Translitterering av runraden:
× u... ... ... ... ...(i)sa × au(k) [×] raisa × stain × iftiʀ × toka × broþur × sin · ku +
Normalisering till runsvenska:
... [let gæra bro þ]essa ok ræisa stæin æftiʀ Toka, broður sinn goðan.
Översättning till nusvenska:
... [lät göra] denna [bro] och resa stenen efter Toke, sin gode broder.